# Куйбишевська сільська рада (Шишацький район)
Куйбишевська сільська рада — колишній орган місцевого самоврядування у Шишацькому районі Полтавської області з центром у селі Покровське.

## Населені пункти
Сільраді були підпорядковані населені пункти: 
- c. Покровське
- с. Климове
- с. Малий Перевіз
- с. Маначинівка